# Tjurken, Blekinge
Tjurken är en sjö i Ronneby kommun och Tingsryds kommun i Blekinge och ingår i Vierydsåns huvudavrinningsområde. Sjön är 6,7 meter djup, har en yta på 1,31 kvadratkilometer och befinner sig 126,1 meter över havet. Sjön avvattnas av vattendraget Vierydsån. Vid provfiske har bland annat abborre, björkna, braxen och gädda fångats i sjön.

## Delavrinningsområde
Tjurken ingår i det delavrinningsområde (625804-145615) som SMHI kallar för Utloppet av Tjurken. Medelhöjden är 131 meter över havet och ytan är 7,8 kvadratkilometer. Det finns inga avrinningsområden uppströms utan avrinningsområdet är högsta punkten. Avrinningsområdets utflöde Vierydsån mynnar i havet. Avrinningsområdet består mestadels av skog (57 %), öppen mark (13 %) och jordbruk (11 %). Avrinningsområdet har 1,3 kvadratkilometer vattenytor vilket ger det en sjöprocent på 16,7 %.

## Fisk
Vid provfiske har följande fisk fångats i sjön:
- Abborre
- Björkna
- Braxen
- Gädda
- Mört